# 米協麟
米协麟（1829年—？），字瑞符，号景韩，回族，山東濟寧州人，晚清官员。

## 生平
同治元年（1862年）举人。同治九年（1870年）任泗水县训导，举立身经世之学以勉励诸生，士风为之一振。同治十三年（1874年）进士。原分福建以知县用，因亲老，改分直隶。时李鸿章为直隶总督，派其在营务处任职。“派赴各署审讯上控案件、主次清结，声名籍甚。大蒙赏拔，叹为干济才。” 因海运出力保直隶州知州。后调任东明县知县，其间（1878年始）参与创办中兴矿局。光绪八年（1882年），丁忧。光绪十年（1884年）服阕，调甘肃文县，任知县。后调平番（现永登），光绪十四年(1888年)，驻藏大臣长庚过平番询藏中大计，以“道路险远用兵不便，宜和平办理”对；长庚非常赞成。光绪十六年（1890年）升静宁州知州。旋为蜚语中伤，年中即获甄别，后以教职改选。光绪廿年（1894年）时年六十六岁致仕。归里后著书自娱，不与外事。
光绪四年（1878年），直隶总督兼北洋大臣李鸿章上奏清廷，委派山东东明知县米协麟、候补知县戴华藻等招集商股银2万两 (一说为5万元) ，筹办官督商办性质的山东峄县中兴矿局。1880年正式创立。1882年1月出煤。。山东也是中国第一家(官督商办)民族资本企业由此诞生。

## 著作
米协麟一生著作丰富，载于《济宁直隶州续志》艺文志中题目即有《辽左陇右边防说》、《西藏时务说》、《辽左陇右铁路议》、《时务说》、《忧时处士问答》、《海上诌言》、《保护朝鲜论》，均为经时济世之文。唐传猷在《清真释疑补辑》光绪六年《补叙》中提到，米协麟是参与编辑《补辑》一书的“同教诸君子”之一。光绪二十年（1894年），左宝贵在故乡山东平邑县地方镇捐资重修清真寺，米协麟撰写《左军门损资重修清真寺碑记》，署名“赐进士出身诰授奉议大夫甘肃升用直隶州前静宁州知州瑞符米协麟撰”。